# حي علي جمال (اللاذقية)
حي علي جمال هو أحد أحياء مدينة اللاذقية السورية وهو حي ذو طابع شعبي يقطنه أغلبية تركمانية من تركمان منطقة الباير والبوجاق.
وقد كان الحي عبارة عن مزرعة زيتون كبيرة جدا لعائلة البدي ثم مالبث أن جاء إليها أهل الريف والقرى من تركمان منطقتي الباير (ربيعة) والبوجاق (البسيط)،
يتميز أهل الحي باللغة التركمانية (المشتقة من اللغة التركية)، وبكونه حي صناعي يغلب عليه المحلات الصناعية التي تم ترحيل أغلبها مؤخرا إلى المنطقة الصناعية في اللاذقية.
يوجد مسجدين كبيرين في الحي..هما مسجد الرحمن عند مدخل الحي من جهة حي قنينص، ومسجد أبو بكر الصديق في وسط الحي.
ويوجد في الحي العديد من الحدائق 